# Jon Landau (producteur de musique)
Pour les articles homonymes, voir Jon Landau et Landau.
 (juillet 2014).
Si vous disposez d'ouvrages ou d'articles de référence ou si vous connaissez des sites web de qualité traitant du thème abordé ici, merci de compléter l'article en donnant les références utiles à sa vérifiabilité et en les liant à la section « Notes et références ».
Jon Landau est un critique musical, réalisateur artistique et agent artistique américain né le 14 mai 1947.
Il est connu pour avoir repéré Bruce Springsteen. Dans une critique dans un célèbre journal rock américain il déclare « I saw the future of rock'n'roll and his name is Bruce Springsteen » (« J'ai vu le futur du rock'n'roll et son nom est Bruce Springsteen »).
Il devient par la suite et jusqu'à aujourd'hui son manager (musical et pour ses tournées à travers le monde).